# محرك نفاث نبضي

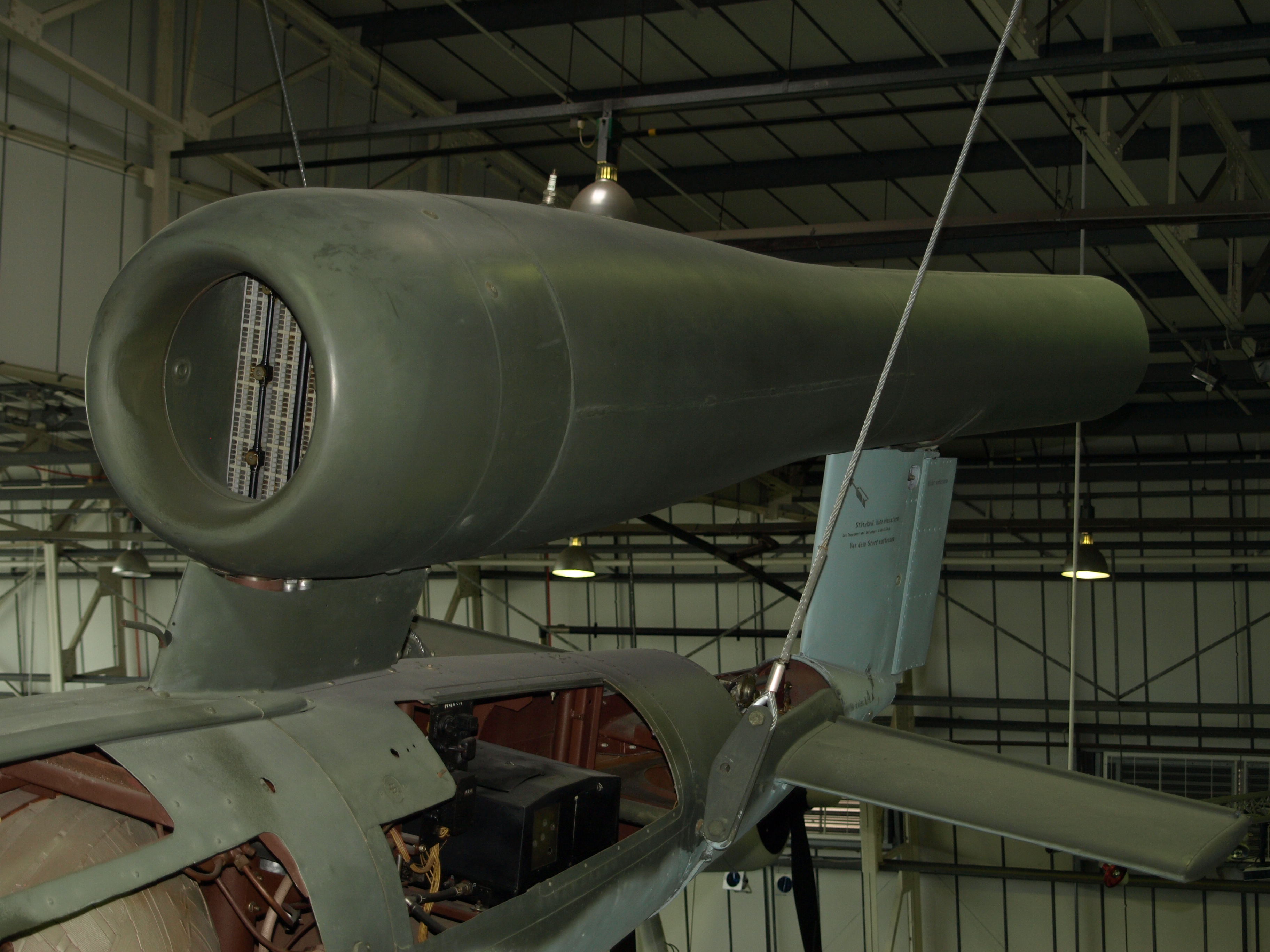
المحرك النفاث النبضي أرجوس 014 الذي استخدمه الألمان على القنبلة الطائرة V-1 لضرب لندن قرب نهاية الحرب العالمية الثانية.

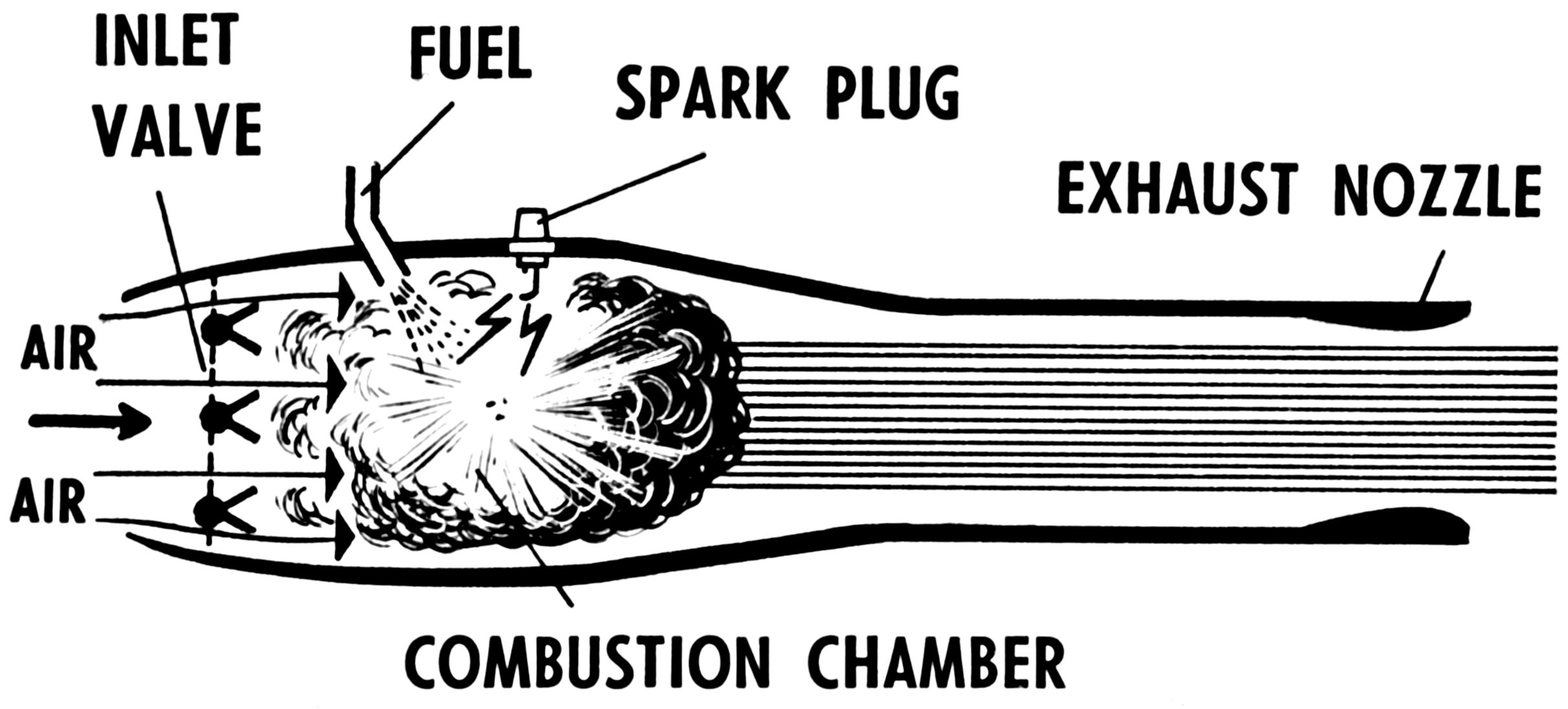

المحرك النفاث النبضي (بالإنجليزية: Pulsejet)‏ هذا النوع من المحركات هو أقدم نوع من المحركات النفاثة وأبسطها حيث هو عبارة عن محرك احتراق داخلي بسيط يحدث فيه الاحتراق على شكل نبضات.
و هو على نوعين نوع على شكل U ولا يحتوي علي صمامات. والنوع الثاني خطي ويحتوي على صمامات.
يحتاج انطلاق هذا المحرك إلى تزويده بهواء مضغوط أو يطلق من منصة مائلة بواسطة مقلاع. بعد ذلك يبدأ المحرك عمله. استخدمه الألمان في القنبلة الطائرة V1 أثناء الحرب العالمية الثانية لضرب لندن. المحرك لا يصلح لطائرات الركاب، فهو ينطلق كالصاروخ
و تتلخص فكرته في الآتي:
أن الهواء يدخل من فتحة أمامية ذات صمام، ثم يختلط بالوقود وينفجر عن طريق المشعل، فيغلق صمام المقدمة وتتولد طاقة دفع من الانفجار. بعد اندفاع الغاز المحروق المتمدد إلى الخلف، ينفتح صمام المقدمة فيدخل هواء جديد، وتتكرر العملية.

## طريقة عمله

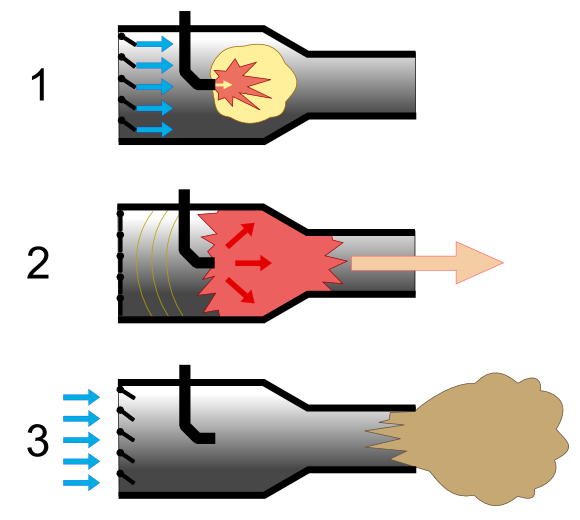
مراحل لمحرك النفاث النبضي

لكي يبدأ المحرك النفاث النبضي العمل يضخ هواء مضغوط في المحرك أو يوضع على ممر قضبان مائلة ويطلق بمقلاع. فيبدأ المحرك العمل على أربعة مراحل:
- عند اندفاع المحرك النبضي إلى الأمام ينفتح صمام المقدمة فينفع الهواء في المحرك، حيث يخلط بالوقود في حجرة الاحتراق. تلك هي المرحلة الأولى A) وتسمى مرحلة البدء.
- بعد أشعال مخلوط الوقود والهواء بواسطة شمعة الاشتعال ينشأ ضغطا كبيرا في حجرة الاشتعال ن فيسبب إغلاق صمام المقدمة B).
- يخرج غاز الاحتراق المتمدد من الأنبوب الخلفي ويعمل على دفع المحرك إلى الأمام عن طريق ردة الفعل، وينخفض تدريجيا ضغط الغاز في حجرة الاشتعال C).
- ونظرا لارتفاع ضغط الهواء الخارجي على المقدمة ينفتج صمام دخول الهواء ثانيا ـ وتبدأ العملية من جديد.
- وبحسب سرعة الطيران يندفع الغاز المحترق المتمدد من الأنبوب الخلفي مستمرا حيث انه أنبوبا مفتوحا ويعمل على دفع المحرك إلى الأمام D) . بعد ذلك لا تكون هناك حاجة لعمل شمعة الاشتعال إذ أن مخلوط الهواء والوقود في الدورات التالية تشتعل من نفسها لارتفاع درجة حرارة حجرة الاشتعال وأنبوب الخلفية.

الجزء الأول من الدورة : يدخل الهواء من صمام المقدمة (1), ويخلط بالوقود (2). الجزء الثاني للدورة : يغلق صمام المقدمة (3) ويشعل مخلوط الوقود والهواء (4) ، فتندفع المحروقات إلى الخلف ويندفع المحرك إلى الأمام.وتتكرر الدورة.

يحتاج تصميم المحرك النفاث النبضي إلى مقاييس معينة للمحرك ولأنبوب المؤخرة بحيث يحدث رنين بين حجرة الاحتراق وأنبوب اندفاع الغاز المحترق، وتلك المقاييس هي مبدأ عمل المحرك النبضي. فلا بد من أخذ اعتبارات اندفاع كمية الغاز المحترق، وديناميكا الهواء، والحركة الحرارية في الحسبان.
ومن صفات المحرك النفاث النبضي أنه عالي الضوضاء، واستهلاك عالي للوقود، كما تصل درجة حرارة جدران حجرة الاشتعال وأنبوب المؤخرة إلى ما يزيد عن 1000 درجة مئوية، وفترة طيران قصيرة بسبب سرعة فساد صمام المقدمة. كل ذلك لا تجعل من المحرك النفاث النبضي صالحا للطبيق في طائرات مأهولة.

## اقرأ أيضا
- محرك نفاث
- محرك عنفي مروحي
- محرك نفاث طوربو
- التوربين الغازي
- ماطور نفاث
- محرك عمود دوران توربيني
- محرك مروحة توربينية
- صاروخ
- نظام الوقود في الطائرة
- باسنة